# Józef Serafin
Józef Serafin (ur. 8 marca 1921 w Pisarzowej, zm.?) – polski polityk, poseł na Sejm PRL VIII i IX kadencji.

## Życiorys
Uczestnik wojny obronnej w 1939. Podczas okupacji był kierownikiem sklepu w Pisarzowej. W latach 1948–1953 był księgowym w Gminnej Spółdzielni „Samopomoc Chłopska” w Pietrowicach Wielkich. W latach 1953–1959 był księgowym, a później prezesem zarządu w Rolniczej Spółdzielni Produkcyjnej w Pietrowicach Wielkich. W 1968 skończył Wyższą Szkołę Rolniczą we Wrocławiu. Członek prezydium Gminnego Komitetu Zjednoczonego Stronnictwa Ludowego w Pietrowicach Wielkich, potem prezydium Wojewódzkiego Komitetu ZSL w Katowicach i plenum Naczelnego Komitetu ZSL. Radny Powiatowej Rady Narodowej w Raciborzu i członek prezydium Wojewódzkiej Rady Narodowej w Opolu. W 1980 uzyskał mandat posła na Sejm PRL VIII kadencji w okręgu Rybnik z ramienia ZSL. Był członkiem Komisji Nauki i Postępu Technicznego, Komisji Rolnictwa i Przemysłu Spożywczego oraz Komisji Rolnictwa, Gospodarki Żywnościowej i Leśnictwa. W 1985 z tego samego okręgu uzyskał reelekcję. W Sejmie IX kadencji zasiadał w Komisji Górnictwa i Energetyki. Członek Związku Bojowników o Wolność i Demokrację. Był też członkiem Gminnej Rady Patriotycznego Ruchu Odrodzenia Narodowego.

## Odznaczenia i wyróżnienia
- Order Sztandaru Pracy I klasy
- Order Sztandaru Pracy II klasy
- Krzyż Kawalerski Orderu Odrodzenia Polski
- Złoty Krzyż Zasługi
- Srebrny Krzyż Zasługi
- Medal 10-lecia Polski Ludowej (1955)[1]
- Medal 30-lecia Polski Ludowej
- Medal 40-lecia Polski Ludowej
- Krzyż Partyzancki
- Odznaka „Zasłużony dla województwa opolskiego”
- Odznaka „Zasłużony dla województwa katowickiego”
- Odznaka „Zasłużony Pracownik Rolnictwa”
- Odznaka „Zasłużony Działacz Spółdzielczości”
- Wpis do Księgi 40-lecia Polski Ludowej